# Lost Junction
Lost Junction es una película estadounidense estrenada en 2003 y protagonizada por Neve Campbell y Billy Burke.

## Realización
La película se rodó entre el 14 de mayo de 2001 y el 17 de junio de ese mismo año, y filmada en Canadá, en Montreal (Quebec) y en Ormstown (Quebec).

## Sinopsis
Missy Lofton es una mujer que se dirige a Lost Junction, una pequeña localidad de Nueva Orleans. Por el camino encuentra a Jimmy McGee, un hombre al que se le averió el auto, ambos emprenden camino. Lo que él no sabe es que la mujer es considerada sospechosa de haber matado a su marido, después de que la policía visitara su casa abandonada.
Finalmente la mujer le cuenta que huye con una gran cantidad de dinero y tratan de huir de la persecución de la policía.

## Reparto
- Neve Campbell es Missy Lofton.
- Billy Burke es Jimmy McGee.
- Jake Busey es Matt.
- Charles Edwin Powell es Porter.
- David Gow es el Sheriff Frank.
- Michel Perron es Shorty.
- Amy Sloan es Teller.

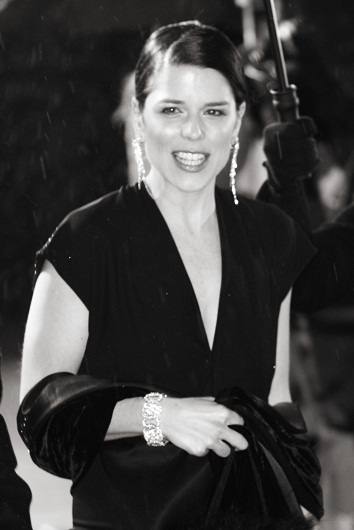
Missy Lofton (Neve Campbell)

- Norman Mikeal Berketa es Mr. Thompson.
- Mariah Inger es Cassie.
- Carlin Glynn es Salonera.
- Joel Miller es Doc.

## Música[5]
- "Other Side of This Life"

Escrita e interpretada por Fred Neil.
 
Cortesía de la Música de la tercera historia (IMC). Por acuerdo con los medios de comunicación Criatura Música y Capitol Records a través de un acuerdo con EMI-Capitol Special Markets.
- "Other Side of This Life"

Escrito por Fred Neil. Realizado por Mariah Inger, los acuerdos por Normand Corbeil.

Cortesía de Les Éditions Clavicords Inc y de la Música de la tercera historia (IMC). Por acuerdo con los medios de comunicación Criatura Música y Capitol Records a través de arrrangement con EMI-Capitol Special Markets.
- "If You Wanna Go"

Letras de canciones de Marie-Christine Lévesque y Bouchard Serge. Música de Normand Corbeil.

Publicado por Les Éditions Clavicords Inc.
- "Tell Me Why"

Letras de canciones de Fabienne Gómez. Música de Normand Corbeil.

Publicado por Les Éditions Clavicords Inc.
- "Hard at Play"

Escrito por D. Perkins / S. Goomer.

Publicado por Sonoton.

## Transmisión
- Argentina: Es transmitida por el canal MGM.
- Chile: Es transmitida por MGM.[6]